# 小行星5267
小行星5267（英語：5267）是一颗围绕太阳公转的小行星。1966年2月13日，紫金山天文台在南京发现了此天体。
这颗小行星的绝对星等为41.98957643092805等。